# Кипар на Светском првенству у атлетици на отвореном 2011.
Кипар је учествовао на 13. Светском првенству у атлетици на отвореном 2011. одржаном у Тегу од 27. августа до 4. септембра. Репрезентацију Кипра представљало је двоје такмичара (1 мушкарац и 1 жене) који су се такмичили у две дисциплине (1 мушка и 1 женска).,
Такмичари Кипра се нису појавили на почетку својих дисциплина.

## Учесници
| Мушкарци: - Киријакос Јоану — Скок удаљ | Жене: - Деметра Арачовити — 100 м препоне |  |

## Резултати

### Мушкарци
| Атлетичар       | Дисциплина | Лични рекорд | Група         | Група         | Полуфинале    | Полуфинале    | Финале        | Финале        | Детаљи |
| Атлетичар       | Дисциплина | Лични рекорд | Резултат      | Место         | Резултат      | Место         | Резултат      | Место         | Детаљи |
| --------------- | ---------- | ------------ | ------------- | ------------- | ------------- | ------------- | ------------- | ------------- | ------ |
| Киријакос Јоану | Скок увис  | 2,35 НР      | Није наступио | Није наступио | Није наступио | Није наступио | Није наступио | Није наступио |        |

### Жене
| Атлетичарка       | Дисциплина    | Лични рекорд | Квалификације   | Квалификације   | Група           | Група           | Полуфинале      | Полуфинале      | Финале          | Финале          | Детаљи |
| Атлетичарка       | Дисциплина    | Лични рекорд | Резултат        | Место           | Резултат        | Место           | Резултат        | Место           | Резултат        | Место           | Детаљи |
| ----------------- | ------------- | ------------ | --------------- | --------------- | --------------- | --------------- | --------------- | --------------- | --------------- | --------------- | ------ |
| Деметра Арачовити | 100 м препоне | 13,37        | Није стартовала | Није стартовала | Није стартовала | Није стартовала | Није стартовала | Није стартовала | Није стартовала | Није стартовала |        |

Легенда: НР = национални рекорд, ЛР= лични рекорд, РС = Рекорд сезоне (најбољи резултат у сезони до почетка првества), КВ = квалификован (испунио норму), кв = квалификова (према резултату)